# Cincinnati/Northern Kentucky nemzetközi repülőtér
A Cincinnati/Northern Kentucky nemzetközi repülőtér (IATA: CVG, ICAO: KCVG) az Amerikai Egyesült Államok egyik nemzetközi repülőtere, amely Cincinnati közelében található. Éves utasforgalma 7 573 416 fő (2022).

## Futópályák
A repülőtér futópályái:
- 09/27 (12 000 ft, 150 ft, aszfaltbeton)
- 18C/36C (11 000 ft, 150 ft, aszfaltbeton)
- 18L/36R (10 000 ft, 150 ft, beton)
- 18R/36L (8000 ft, 150 ft, beton)

## Forgalom
Az utasforgalom az elmúlt években az alábbi módon változott:
| Utasok száma | 11 545 682 | 15 181 728 | 21 771 689 | 20 812 642 | 16 244 962 | 10 622 185 | 5 718 255 | 6 773 905 | 3 615 139 | 8 718 443 |
|              | 1992       | 1995       | 1999       | 2002       | 2006       | 2009       | 2013      | 2016      | 2020      | 2023      |

## Légitársaságok és úticélok
2025-ben a Cincinnati/Northern Kentucky nemzetközi repülőtérről az alábbi járatok indulnak (Utoljára frissítve: 2025-01-4):

### Személy
| Légitársaság         | Célállomások | Források |
| -------------------- | --- | -------- |
| Air Canada Express   | Montréal–Trudeau (kezdődik 2025. május 22-től), Toronto–Pearson | [ 3 ]    |
| Alaska Airlines      | Seattle/Tacoma | [ 4 ]    |
| Allegiant Air        | Austin, Charleston (SC), Destin/Fort Walton Beach, Fort Lauderdale, Gulf Shores (kezdődik 2025. május 22-től), Jacksonville (FL), Key West, Las Vegas, Los Angeles, Melbourne/Orlando, Myrtle Beach, Newark, New Orleans, Orlando/Sanford, Phoenix/Mesa, Portland (OR) (kezdődik 2025. május 23-tól), Punta Gorda (FL), Sarasota, Savannah, St. Petersburg/Clearwater, West Palm Beach Szezonális: Denver, Norfolk, Providence | [ 6 ]    |
| American Airlines    | Charlotte, Dallas/Fort Worth, Phoenix–Sky Harbor Szezonális: Cancún, Philadelphia | [ 7 ]    |
| American Eagle       | Boston, Charlotte, Chicago–O'Hare, Miami, New York–JFK, New York–LaGuardia, Philadelphia, Washington–National Szezonális: Dallas/Fort Worth | [ 7 ]    |
| Breeze Airways       | Charleston (SC) Szezonális: Hartford, San Francisco, Providence, San Diego |          |
| British Airways      | London–Heathrow | [ 8 ]    |
| Delta Air Lines      | Atlanta, Detroit, Fort Lauderdale, Fort Myers, Las Vegas, Los Angeles, Minneapolis/St. Paul, Orlando, Párizs-Charles de Gaulle repülőtér, Salt Lake City, Seattle/Tacoma, Tampa Szezonális: Cancún | [ 9 ]    |
| Delta Connection     | Austin, Boston, Detroit, Minneapolis/St. Paul, Newark, New York–JFK, New York–LaGuardia, Raleigh/Durham, Washington–National |          |
| Frontier Airlines    | Atlanta, Austin (kezdődik 2025. március 7-től), Boston, Cancún, Dallas/Fort Worth, Denver, Fort Lauderdale, Fort Myers, Houston–Intercontinental, Las Vegas, Miami, Minneapolis/St. Paul, New York–LaGuardia, Orlando, Pensacola, Philadelphia, Phoenix–Sky Harbor, Sarasota, Tampa, West Palm Beach Szezonális: Raleigh/Durham                                                                                                | [ 12 ]   |
| Southwest Airlines   | Baltimore, Chicago–Midway, Denver, Nashville, Orlando Szezonális: Fort Myers, Phoenix–Sky Harbor, Tampa | [ 13 ]   |
| Sun Country Airlines | Szezonális: Minneapolis/St. Paul | [ 14 ]   |
| United Airlines      | Chicago–O'Hare, Denver, Houston–Intercontinental | [ 15 ]   |
| United Express       | Chicago–O'Hare, Houston–Intercontinental, Newark, Washington–Dulles | [ 15 ]   |
| Viva                 | Szezonális: Cancún, San José del Cabo | [ 16 ]   |

### Cargo
| Légitársaság           | Célállomások | Források      |
| ---------------------- | --- | ------------- |
| ABX Air                | Miami | [forrás?]     |
| AeroLogic              | Bahrain, Frankfurt, Leipzig/Halle, Seoul–Incheon | [forrás?]     |
| Amazon Air             | Albuquerque, Allentown/Bethlehem, Austin, Boise, Chicago–O'Hare, Chicago/Rockford, Denver, Fort Worth/Alliance, Hartford, Houston–Intercontinental, Lakeland (FL), Los Angeles, Manchester (NH), Miami, Minneapolis/St. Paul, New York–JFK, Ontario, Phoenix–Sky Harbor, Portland (OR), San Francisco, Seattle/Tacoma, Stockton, St. Louis, Tampa | [forrás?]     |
| Ameriflight            | Albany, Huntsville, Louisville, Smyrna (TN), Wilkes-Barre/Scranton | [ 18 ]        |
| Atlas Air              | Anchorage, Austin, Baltimore, Boise, Chicago–O'Hare, Chicago/Rockford, Fort Worth/Alliance, Houston–Intercontinental, Kansas City, Lakeland, Laredo, Las Vegas, Los Angeles, Manchester (NH), Mexico City–AIFA, Miami, Miami–Opa Locka, Ontario, Portland, Richmond, Riverside–March Air Base, San Juan, Seoul–Incheon, Tokyo–Narita | [ 19 ]        |
| Cargojet               | Calgary, East Midlands, Edmonton, Guadalajara, Hamilton (ON), London–Heathrow, Mexico City–AIFA, Monterrey, Montréal–Mirabel, Vancouver, Winnipeg | [forrás?]     |
| Castle Aviation        | Akron/Canton, Hamilton (ON), Indianapolis–South Greenwood | [ 20 ]        |
| DHL Aviation           | Albany, Anchorage, Atlanta, Austin, Bahrein, Baltimore, Bogotá, Boston, Brüsszel, Calgary, Cedar Rapids/Iowa City, Chicago–O'Hare, Dallas/Fort Worth, Denver, Detroit, East Midlands, Edmonton, El Paso, Greensboro, Guadalajara, Hamilton (ON), Harlingen, Harrisburg, Hartford, Hong Kong, Honolulu, Houston–Intercontinental, Kansas City, Laredo, Leipzig/Halle, London–Heathrow, Los Angeles, Louisville, Memphis, Mexico City–AIFA, Miami, Milan–Malpensa, Milwaukee, Minneapolis/St. Paul, Monterrey, Montréal–Mirabel, Moszkva-Domogyedovó (felfüggesztve), Moscow–Sheremetyevo (felfüggesztve), Nagoya–Centrair, Nashville, Newark, New Orleans, New York–JFK, Omaha, Orlando, Oscoda, Panama City–Tocumen, Philadelphia, Philadelphia–Northeast, Phoenix–Sky Harbor, Querétaro, Reykjavík–Keflavík, Richmond, Rochester, Sacramento–Mather, Salt Lake City, San Antonio, San Diego, San Francisco, San José (CR), San Juan, San Pedro Sula, Seattle/Tacoma, Seoul–Incheon, Shanghai–Pudong, Singapore, St. John's, St. Louis, Sydney, Tokyo–Narita, Tulsa, Vancouver, Wilkes–Barre/Scranton, Winnipeg | [forrás?]     |
| FedEx                  | Louisville, Memphis Szezonális: Detroit, Los Angeles, Oakland, Pittsburgh | [ 24 ] [ 25 ] |
| Silk Way West Airlines | Anchorage, Chicago–O'Hare, Luxembourg, Seoul–Incheon | [forrás?]     |